# Kleberite
La kleberite è una varietà di pseudorutilo.